# Linnansaari Nationalpark
Linnansaari Nationalpark (finsk: Linnansaaren kansallispuisto ) er en nationalpark i det sydlige Savonia og det nordlige Savonia i Finland. Den ligger midt i søen Haukivesi, en del af den større Saimaa. Nationalparken blev oprettet for at bevare den værdifulde natur i det finske søområde.
På hovedøen praktiseres gammel indhegnet svedjebrug stadig på markerne for at bevare det gamle kulturlandskab og de tilhørende plante- og dyrearter. En stor del af øen er naturskøn nåletræsskov med nogle urterige dele.
Det kritisk truede Saimaa ringsæl (en) (en underart af ringsæl) findes i parken.